# Dogabe Jeremiah
Dogabe Abner Jeremiah – nauruański polityk, były członek parlamentu oraz przedstawiciel Nauruańskiego Komitetu Olimpijskiego.
Jeremiah startował m.in. w wyborach parlamentarnych z 2003, 2004, 2008, 2010 (kwiecień) i z 2010 (czerwiec). Mandat poselski uzyskał w tych pierwszych. W następnych został wybrany ponownie, jednak w kolejnych stracił miejsce w parlamencie.
Za rządów Ludwiga Scotty'ego (2003) był ministrem pracy.
Od 2009 roku jest członkiem Nauruańskiego Komitetu Olimpijskiego (stan na 27 sierpnia 2012 roku).